# 吉田晃太郎
吉田 晃太郎（よしだ こうたろう、1971年1月26日 - ）は、日本の俳優、殺陣師。

## 来歴・人物
岡山県出身。日活芸術学院卒業。

## 出演作品

### 映画
- 疾走(SABU監督) - 警官 役
- 紅の拳銃よ永遠に - マスター 役
- キッズ・リターン(北野武監督) - イーグル飛鳥 役
- ゴト師株式会社ルーキーズ - メカニック担当:永瀬 役
- ビー・バップ・ハイスクール - 立花商業
- 波の数だけ抱きしめて - 後輩:壱川 役

### NHK
- 新マチベン第1話
- ぼっけぇきょうてぇ（岡山弁方言指導）
- 鶴亀ワルツ
- 新・半七捕物帳  他

### NTV
- だめんず・うぉ〜か〜
- 横恋慕
- 火曜サスペンス劇場
  - 身辺警護6 - 梅本刑事 役
  - 私書箱25号の女 - ドリーム工房:大竹進 役   他

### TBS
- 天までとどけ7 - タイムリー:加藤宇宙 役
- ママの遺伝子 第7話 - 婚約者:井上 役
- 月曜ミステリー劇場 万引きGメン二階堂雪8・絆 - 派遣警備員:西本和樹 役
- 催眠
- Dear ウーマン   他

### CX
- 北の国から 92巣立ち（1992年5月23日、 フジテレビ） - 純の小学校時代の同級生 役
- 風のロンド - 有沢健一 役
- プライド 第3話 - アイスホッケー部員:菊池 役
- ウエディングプランナー 第6話 - 新郎:石森和也役
- スタアの恋
- 神様、もう少しだけ
- ショカツ 第10話 - 裕美の父親:小林健次 役
- らぶちゃっと 第3話 - ボクサー:ジョー五反田 役
- 金曜エンタティメント 温泉名物女将!湯の町事件簿（2001年） - 静岡県警:相沢 役
- 君といた夏 最終話（1994年9月19日）
- NIGHT HEAD 第3話 第9話 - 誠 役
- 世にも奇妙な物語 「くせ」「電機じかけの幽霊」他

### EX
- うちの母ですが… - 三田浩平役
- TRICK 新作スペシャル2 - 村人 役、全編岡山弁方言指導）
- 四つの嘘 第1話 - 体育教師:浅見役
- 恋愛中毒
- 最後のサムライ・河井継之助 - 長岡藩士:牧野忠恭 役
- 救急戦隊ゴーゴーファイブ 第32話 - 高井祐治 役
- ビーファイターカブト 第7話 - 矢野和也 役
- 土曜ワイド劇場 温泉めぐりミステリーツアー
- ネオドラマ 夜のほとり - ゲージュツ  役  他

### TX
- 水曜ミステリー9 さすらい署長風間昭平7
- 徳川の女 第2部 - 徳川秀忠 役
- 刑事追う - 安本刑事 役
- 映画みたいな恋したい ある愛の詩 - 島田洋平  役  他

### 舞台
- Askプロデュース「新宿羅生門：薩長エージェンシー編 スペース・ゼロ・五十嵐和水 役[1][2]
- Askプロデュース「里のバッキャロー!!」〜ある男の千葉の鴨川で生き切った物語〜 シアターグリーン BOX in BOX THEATER[3]
- 「Solliev0」 品川プリンスホテル クラブeX[4]
- 舞台「殺人の告白」（2022年6月17日 - 26日、サンシャイン劇場）
- 2.5次元ダンスライブ「S.Q.S」Episode 6「キソセカイステージzwei『アカイホノオ』」シアターGロッソ・タツミ役
- 「サーヴァンプ」スペースゼロ ・殺陣師
- 「黒と白2」ヒューリックホール ・殺陣師
- Askプロデュース「丘のバッキャロー」 シアターグリーン BIG TREE THEATER
- Askプロデュース「暁のバッキャロー」 シアターグリーン BIG TREE THEATER
- 「黒と白」日本青年館 ブライアン役・兼殺陣師
- 郡司プロデュース「ALICE」野方WIZ
- 「暁のヨナ ～緋色の宿命編～」ＥＸシアター
- Askプロデュース「星のバッキャロー」 シアターグリーン BIG TREE THEATER
- 「アニメ座」CBGKシブゲキ・殺陣師
- 「桃山ビート・トライブ」ＥＸシアター/京都劇場
- Askプロデュース「雪のバッキャロー」 シアターグリーンBIG TREE THEATER
- 「暁のヨナ ～烽火の祈り編～」ＥＸシアター
- Askプロデュース「山のバッキャロー」 シアターグリーン BIG TREE THEATER
- 「ジョン万次郎」ＥＸシアター
- 秦組「らん」・殺陣師
- Askプロデュース「月のバッキャロー」 シアターグリーンBOX in BOX THEATER
- Askプロデュース「潮のバッキャロー」 シアターグリーンBOX in BOX THEATER
- 「剣豪将軍 義輝 後編」ＥＸシアター
- Askプロデュース「凪のバッキャロー」 シアターグリーンBOX in BOX THEATER
- 「剣豪将軍 義輝 前編」ＥＸシアター
- 「黒蝶のサイケデリカ」紀伊國屋ホール・殺陣師
- Askプロデュース「WORLD ～beyond the  destiny～」スペースゼロ ・殺陣師
- Askプロデュース「空のバッキャロー」 シアターグリーンBOX in BOX THEATER
- 「アルカナ・ファミリア」あうるすぽっと ・殺陣師
- 「薄桜鬼SSL」シアターサンモール ・殺陣師
- 「幻の城」ＥＸシアター
- Askプロデュース「虹のバッキャロー」 シアターグリーンBOX in BOX THEATER
- 「STORM LOVER ～波打ち際の王子SUMMER改！」 CBGKシブゲキ ・殺陣師
- Askプロデュース「殺し屋に首ったけ」・殺陣師
- Askプロデュース「雲のバッキャロー」 シアターグリーンBOX in BOX THEATER
- Askプロデュース「島のバッキャロー」 シアターグリーンBOX in BOX THEATER
- Askプロデュース「風のバッキャロー」 シアターグリーンBOX in BOX THEATER
- Askプロデュース「海のバッキャロー」 シアターグリーンBOX in BOX THEATER
- 「十鬼の絆」星陵会館ホール・殺陣師
- Askプロデュース「WORLD」 theater1010 ・八千草穂積 役 兼殺陣師
- 総合ビジョン「今日からマ王 魔王降臨編」 博品館劇場 ・殺陣師
- Askプロデュース「冬のバッキャロー」 笹塚ファクトリー
- GFA「ホス探へようこそ」 上野ストアハウス・殺陣師
- GFA「BANANA FISH」六行会ホール ・殺陣師
- GFA「闇の皇太子」上野ストアハウス ・殺陣師
- Askプロデュース「夏のバッキャロー」 シアターサンモール
- 演劇カンパニー曲者第5回公演「梅雨のバッキャロー」ワーサルシアター
- 演劇カンパニー曲者×チームODAC・コラボ公演「オレンジノート」六行会ホール
- Askプロデュース「どんでん」 シアターサンモール
- 演劇カンパニー曲者第4回公演「エキストラ エトセトラ」六行会ホール
- 演劇カンパニー曲者第3回公演「どんでん」武蔵野芸能劇場
- 演劇カンパニー曲者第2回公演「ボクらのヒーロー」吉祥寺シアター
- STC 「緋色の欠片」シアターグリーン BIG TREE THEATER ドライ役・殺陣師
- 演劇カンパニー曲者・旗揚げ公演「ロイヤルホ☆ト」武蔵野芸能劇場
- 劇団ふるさときゃらばん「雲たか山の鬼」「地震カミナリ火事オヤジ」他 全国公演・客演
- 「浪人街」(山田和也演出)青山劇場
- 劇団ふるさときゃらばん「パパの明日はわからない」全国公演・客演
- 山本寛斎プロデュース「やまぐち元気伝説」 主人公:ヒビキ役
- 地人会公演「谷間の女たち」(木村光一演出) ベニサンピット
- 劇団ふるさときゃらばん「OH!マイSUN社員」 全国公演・客演
- 「黒蜥蜴」(美輪明宏主演)東京芸術劇場・愛知・大阪・博多・仙台・盛岡・香川公演
- 「陽だまりの樹」 銀座セゾン劇場

### ラジオ
- 「望月青果店」
- 「風になった男」
- 「ダブルキャスト」
- 「バッテリー」(岡山弁方言指導兼)
- 「MADE IN JAPAN」
- 「ホワイトアウト」
- 「武蔵野蹴球団」
- 「ア・ルース・ボーイ」

### Vシネマ
- 魔界転生 THE ARMAGEDDON （1996年、白井政一監督）　- 天草四郎時貞 役
- 「ゴト師III」
- 「湾岸ミッドナイト」
- 「横浜ばっくれ隊Ⅱ 夏の湘南純愛編」